# 9811 Cavadore
A 9811 Cavadore (ideiglenes jelöléssel 1998 ST) a Naprendszer kisbolygóövében található aszteroida. Az ODAS program keretében fedezték fel 1998. szeptember 16-án.